# Vivian Schmitt
Vivian Schmitt (Bydgoszcz, Polonia; 31 de marzo de 1978) es una actriz pornográfica polaca afincada en Alemania, país del que tiene también nacionalidad.
Ella firmó en exclusiva con Videorama, una productora alemana de videos para adultos. Recibió el Premio Venus de Berlín a la Mejor Actriz Debutante en 2004, año de su descubrimiento. Ella realiza tanto sexo anal como doble penetración. Además de su trabajo como actriz también fue modelo para revistas como Maxim y Praline.

## Galardones
| Premiación       | Año  | Resultado | Premio                    |
| ---------------- | ---- | --------- | ------------------------- |
| Premio Venus     | 2004 | Ganadora  | Mejor Actriz Debutante.   |
| Eroticline Award | 2005 | Ganadora  | Mejor Actriz de Alemania. |
| Eroticline Award | 2006 | Ganadora  | Mejor Actriz de Alemania. |
| Eroticline Award | 2007 | Ganadora  | Mejor Actuación en Vivo.  |

## Filmografía parcial
2004:
- Pure Lust.

2005:
- Das Bin Ich!
- Geil Ohne Grenzen.

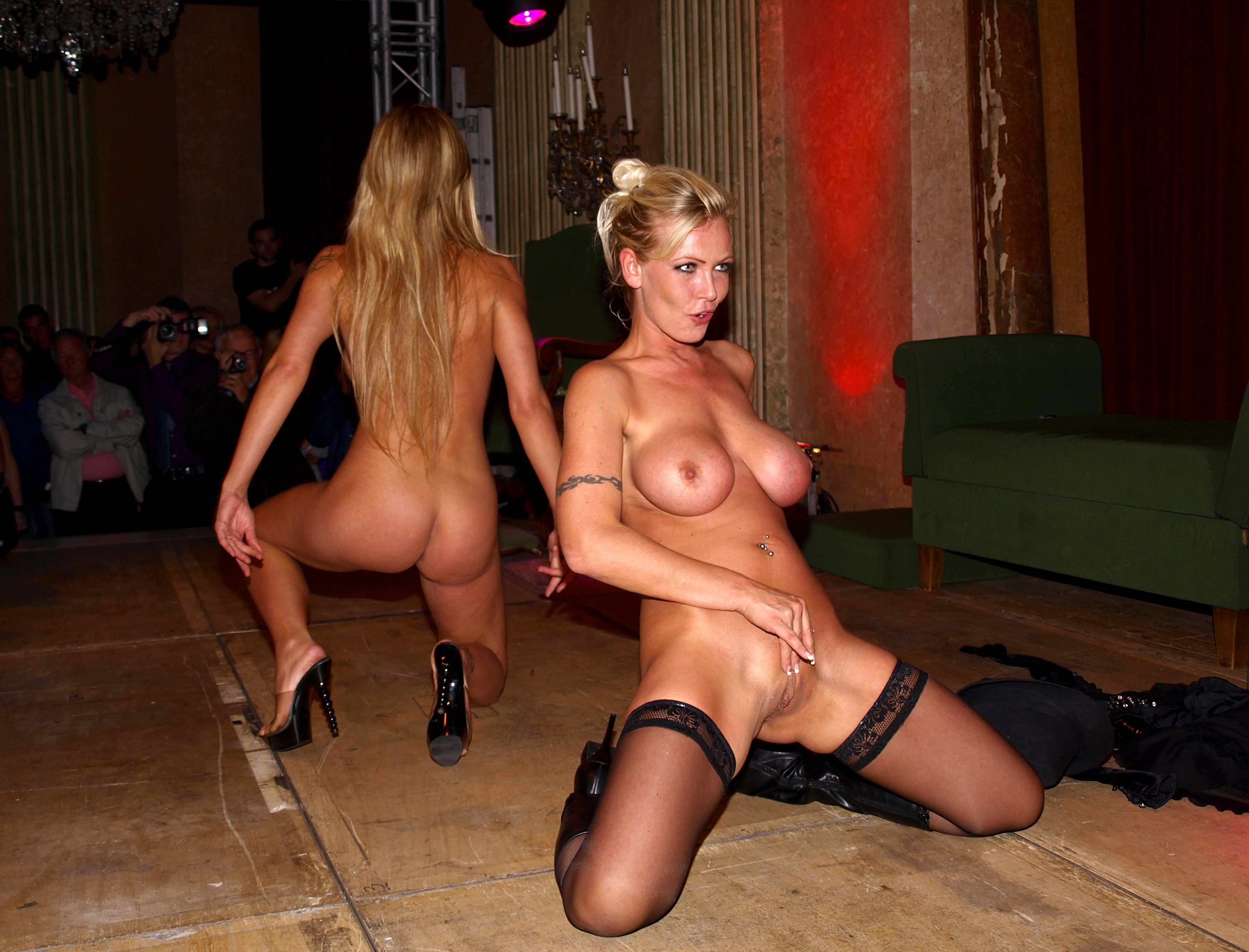
Vivian Schmitt en un show con Jenna Jane.

- Tierisch Heiss - Nacida Para el Placer.
- Exzessives Wochenende - Excesos de Fin de Semana.
- Blonde Sunde - El Húmedo Tesoro de Vivian.
- Gierigie Lieppen - Labios Lascivos.
- Unersattlich - La Insaciable Vivian.
- Ein Haus Voll Geiler Schlamper - La Casa de Roxy.
- Extreme Begierde - Sexo y Poder.

2006:
- Ein schwanz Ist Mir Nicht Genu - Vivian Siempre Quiere Más.
- Von Lust Getrieben - Atrapada en la Granja.
- Der Hacker - Atrapada por los Piratas.
- Schwanz Fieber - Ansias de Sexo.

2007:
- Feuchte Traume - Sueños Húmedos.
- Heisse Ware - Vivian y Sus Amigas.
- Manner Traume - Soñando con Vivian.
- Im Haus Der Lust - En Casa con Ganas.

2009:
- 24 Stunden Geil - 24 Horas de Sexo sin Parar.
- Die Rudolfs - Volver al Trabajo con Alegría.
- Fotzen Dressur - Las Secretas Fantasías de Vivian.

2010:
- Der Goldene Käfig - La Jaula de Oro X.
- Lust Exzesse - Lujuria en Exceso.
- Transen Lust - Vivian y su Novia Trans.